# Aldemar dos Santos
Aldemar dos Santos, conhecido como Aldemar, (Rio de Janeiro, 7 de novembro de 1931 — Rio de Janeiro, 21 de janeiro de 1977) foi um futebolista brasileiro que atuava como zagueiro.

## Carreira

### Vasco
Em 1948, Aldemar, incentivado por amigos, participou das seletivas do Vasco da Gama e entrou no clube, participando do time de aspirantes. Em 1951, ele subiu para a equipe principal, mas logo foi vendido para o Santa Cruz (as fontes variam se em 1952 ou 1954).

### Santa Cruz
No Santa Cruz, Aldemar foi importante na conquista do Campeonato Pernambucano de 1957, que acabou com uma fila de 10 anos sem a conquista do estadual. Além de capitão da equipe, Aldemar marcou um gol de pênalti na final, contra o Sport. Ele também participava de jogos da Seleção Pernambucana da época.

### Palmeiras
No começo de 1959, Aldemar chegava ao Palmeiras. No mesmo ano teve grandes atuações no Campeonato Paulista, vencido pelo Verdão, marcando Pelé nas finais. Aldemar era considerado um dos maiores marcadores de Pelé, fato admitido até pelo próprio Rei. Pelo Palmeiras, Aldemar ainda conquistou o Campeonato Brasileiro de 1960 e o Campeonato Paulista de 1963.

### Seleção Brasileira
Após as boas atuações em 1959, Aldemar foi convocado para a Seleção Brasileira na disputa da Copa Roca de 1960. Ele fez parte da lista para a Copa do Mundo de 1962, mas foi cortado da Seleção. Isso levou Aldemar a vários problemas com álcool e depressão.

### Morte
Depois de sair do Palmeiras, Aldemar passou pelo América-MG e pelo Guarani, clube em que encerrou a carreira em 1966. No mesmo ano, foi contratado como técnico do Santa Cruz, mas não conseguiu se apresentar, porque, por sofrer de amnésia, Aldemar se perdeu em Recife, até ser encontrado por um amigo e levado de volta para o Rio de Janeiro. Sem continuar o tratamento para amnésia da maneira correta, sua saúde piorava ainda mais. Aldemar faleceu, pobre, em 1977, com diferentes versões para a causa da morte, a principal é que ele foi atropelado. Nenhum clube em que jogou mandou condolências.

## Títulos
Santa Cruz
- Torneio Pernambuco Bahia: 1956
- Campeonato Pernambucano: 1957

Palmeiras
- Campeonato Paulista: 1959 e 1963
- Campeonato Brasileiro: 1960

Seleção Brasileira
- Taça do Atlântico: 1960
- Copa Rocca: 1960